# NWSL Challenge Cup 2021
Navigation
Édition précédente Édition suivante
La NWSL Challenge Cup 2021 est la deuxième édition de la NWSL Challenge Cup, est une compétition de la saison 2021 de la National Women's Soccer League.
Initialement prévu comme un tournoi unique en 2020, la NWSL annonce que la Challenge Cup fait son retour pour la saison 2021 et se déroulera avant le championnat.
La compétition débouche sur une finale entre les Thorns de Portland et le Gotham du NJ/NY. Cette finale, voit la victoire des Thorns qui s'imposent six tirs au but à cinq sur Gotham,. Debinha est la meilleure buteuse avec trois réalisations et est nommée meilleure joueuse de la compétition,.

## Format
Les dix franchises de la saison 2021 sont réparties dans deux poules, Est et Ouest. Les équipes se rencontrent une fois, les premiers de poule se rencontrent pour la finale le 8 mai 2021.

## Compétition
Légende des classements
- Qualifiées pour la finale

Les dix équipes sont réparties en deux groupes de cinq au premier tour. Le premier de chaque groupe se qualifie pour la finale,.

### Division Est

#### Classement
| Rang | Équipe                         | Pts | J | G | N | P | Bp | Bc | Diff |
| ---- | ------------------------------ | --- | - | - | - | - | -- | -- | ---- |
| 1    | Gotham du NJ/NY                | 8   | 4 | 2 | 2 | 0 | 5  | 3  | +2   |
| 2    | Courage de la Caroline du Nord | 7   | 4 | 2 | 1 | 1 | 9  | 8  | +1   |
| 3    | Pride d'Orlando                | 5   | 4 | 1 | 2 | 1 | 3  | 3  | 0    |
| 4    | Spirit de Washington           | 4   | 4 | 1 | 1 | 2 | 3  | 4  | -1   |
| 5    | Racing Louisville              | 2   | 4 | 0 | 2 | 2 | 4  | 6  | -2   |

#### Matchs
| 10 avril 2021        | Courage de la Caroline du Nord            | 3 - 2   | Spirit de Washington     | Sahlen’s Stadium, Cary                         |                                                |
| 15h30 (heure locale) | Hamilton 10e · McDonald 28e · Mathias 51e | (2 - 1) | 4e Yokoyama · 60e Rodman | Spectateurs : 2 300 Arbitrage : Alyssa Nichols | Spectateurs : 2 300 Arbitrage : Alyssa Nichols |
| 15h30 (heure locale) | Rapport                                   |         |                          | Spectateurs : 2 300 Arbitrage : Alyssa Nichols | Spectateurs : 2 300 Arbitrage : Alyssa Nichols |

| 10 avril 2021        | Racing Louisville         | 2 - 2   | Pride d'Orlando        | Lynn Family Stadium, Louisville                |                                                |
| 19h00 (heure locale) | Kizer 12e · Hendrix 90+3e | (1 - 1) | 44e Kornieck · 88e Kim | Spectateurs : 5 300 Arbitrage : Katja Koroleva | Spectateurs : 5 300 Arbitrage : Katja Koroleva |
| 19h00 (heure locale) | Rapport                   |         |                        | Spectateurs : 5 300 Arbitrage : Katja Koroleva | Spectateurs : 5 300 Arbitrage : Katja Koroleva |

| 14 avril 2021        | Pride d'Orlando | 0 - 1   | Gotham du NJ/NY | Exploria Stadium, Orlando |                           |
| 19h00 (heure locale) |                 | (0 - 0) | 79e Monaghan    | Arbitrage : Natalie Simon | Arbitrage : Natalie Simon |
| 19h00 (heure locale) | Rapport         |         |                 | Arbitrage : Natalie Simon | Arbitrage : Natalie Simon |

| 15 avril 2021        | Spirit de Washington | 1 - 0   | Racing Louisville | Audi Field, Washington      |                             |
| 19h00 (heure locale) | Sanchez 90+3e        | (0 - 0) |                   | Arbitrage : Danielle Chesky | Arbitrage : Danielle Chesky |
| 19h00 (heure locale) | Rapport              |         |                   | Arbitrage : Danielle Chesky | Arbitrage : Danielle Chesky |

| 20 avril 2021        | Gotham du NJ/NY                     | 4 - 3   | Courage de la Caroline du Nord | MSU Soccer Park, Montclair  |                             |
| 18h00 (heure locale) | Purce 18e 26e Lloyd 32e Viens 90+2e | (3 - 2) | 22e 24e Debinha 50e McDonald   | Arbitrage : Laura Rodriguez | Arbitrage : Laura Rodriguez |
| 18h00 (heure locale) | Rapport                             |         |                                | Arbitrage : Laura Rodriguez | Arbitrage : Laura Rodriguez |

| 21 avril 2021        | Pride d'Orlando | 1 - 0   | Spirit de Washington | Exploria Stadium, Orlando      |                                |
| 19h00 (heure locale) | Leroux 11e      | (1 - 0) |                      | Arbitrage : Alexandra Billeter | Arbitrage : Alexandra Billeter |
| 19h00 (heure locale) | Rapport         |         |                      | Arbitrage : Alexandra Billeter | Arbitrage : Alexandra Billeter |

| 26 avril 2021        | Racing Louisville    | 2 - 3   | Courage de la Caroline du Nord            | Lynn Family Stadium, Louisville            |                                            |
| 18h00 (heure locale) | Kizer 24e Baucom 75e | (1 - 1) | 33e Hamilton 57e Debinha 84e (csc) Ashley | Spectateurs : 3 742 Arbitrage : Tori Penso | Spectateurs : 3 742 Arbitrage : Tori Penso |
| 18h00 (heure locale) | Rapport              |         |                                           | Spectateurs : 3 742 Arbitrage : Tori Penso | Spectateurs : 3 742 Arbitrage : Tori Penso |

| 27 avril 2021        | Spirit de Washington | 0 - 0   | Gotham du NJ/NY | Audi Field, Washington                        |                                               |
| 19h00 (heure locale) |                      | (0 - 0) |                 | Spectateurs : 2 039 Arbitrage : Karen Callado | Spectateurs : 2 039 Arbitrage : Karen Callado |
| 19h00 (heure locale) | Rapport              |         |                 | Spectateurs : 2 039 Arbitrage : Karen Callado | Spectateurs : 2 039 Arbitrage : Karen Callado |

| 1er mai 2021         | Courage de la Caroline du Nord | 0 - 0   | Pride d'Orlando | Sahlen’s Stadium, Cary                         |                                                |
| 16h30 (heure locale) |                                | (0 - 0) |                 | Spectateurs : 2 426 Arbitrage : Katja Koroleva | Spectateurs : 2 426 Arbitrage : Katja Koroleva |
| 16h30 (heure locale) | Rapport                        |         |                 | Spectateurs : 2 426 Arbitrage : Katja Koroleva | Spectateurs : 2 426 Arbitrage : Katja Koroleva |

| 2 mai 2021           | Gotham du NJ/NY | 0 - 0   | Racing Louisville | MSU Soccer Park, Montclair |                       |
| 12h30 (heure locale) |                 | (0 - 0) |                   | Arbitrage : Karen Abt      | Arbitrage : Karen Abt |
| 12h30 (heure locale) | Rapport         |         |                   | Arbitrage : Karen Abt      | Arbitrage : Karen Abt |

### Division Ouest

#### Classement
| Rang | Équipe               | Pts | J | G | N | P | Bp | Bc | Diff |
| ---- | -------------------- | --- | - | - | - | - | -- | -- | ---- |
| 1    | Thorns de Portland   | 10  | 4 | 3 | 1 | 0 | 6  | 2  | +4   |
| 2    | OL Reign             | 7   | 4 | 2 | 1 | 1 | 5  | 5  | 0    |
| 3    | Dash de Houston      | 6   | 4 | 1 | 3 | 0 | 4  | 2  | +2   |
| 4    | Red Stars de Chicago | 2   | 4 | 0 | 2 | 2 | 3  | 5  | -2   |
| 5    | Kansas City          | 1   | 4 | 0 | 1 | 3 | 4  | 8  | -4   |

#### Matchs
| 9 avril 2021         | Dash de Houston | 0 - 0   | Red Stars de Chicago | BBVA Stadium, Houston                      |                                            |
| 19h30 (heure locale) |                 | (0 - 0) |                      | Spectateurs : 4 204 Arbitrage : Tori Penso | Spectateurs : 4 204 Arbitrage : Tori Penso |
| 19h30 (heure locale) | Rapport         |         |                      | Spectateurs : 4 204 Arbitrage : Tori Penso | Spectateurs : 4 204 Arbitrage : Tori Penso |

| 9 avril 2021         | Thorns de Portland        | 2 - 1   | Kansas City      | Providence Park, Portland   |                             |
| 19h30 (heure locale) | R. Rodríguez 8e Lussi 58e | (1 - 0) | 60e A. Rodriguez | Arbitrage : Danielle Chesky | Arbitrage : Danielle Chesky |
| 19h30 (heure locale) | Rapport                   |         |                  | Arbitrage : Danielle Chesky | Arbitrage : Danielle Chesky |

| 15 avril 2021        | Red Stars de Chicago | 0 - 1   | Thorns de Portland | SeatGeek Stadium, Bridgeview |                           |
| 18h30 (heure locale) |                      | (0 - 0) | 66e Weaver         | Arbitrage : Karen Callado    | Arbitrage : Karen Callado |
| 18h30 (heure locale) | Rapport              |         |                    | Arbitrage : Karen Callado    | Arbitrage : Karen Callado |

| 16 avril 2021        | OL Reign | 0 - 0   | Dash de Houston | Cheney Stadium, Tacoma     |                            |
| 19h00 (heure locale) |          | (0 - 0) |                 | Arbitrage : Katja Koroleva | Arbitrage : Katja Koroleva |
| 19h00 (heure locale) | Rapport  |         |                 | Arbitrage : Katja Koroleva | Arbitrage : Katja Koroleva |

| 20 avril 2021        | Red Stars de Chicago | 1 - 1   | Kansas City      | SeatGeek Stadium, Bridgeview |                           |
| 19h30 (heure locale) | Johnson 82e          | (0 - 0) | 80e A. Rodriguez | Arbitrage : Natalie Simon    | Arbitrage : Natalie Simon |
| 19h30 (heure locale) | Rapport              |         |                  | Arbitrage : Natalie Simon    | Arbitrage : Natalie Simon |

| 21 avril 2021        | Thorns de Portland    | 2 - 0   | OL Reign | Providence Park, Portland |                       |
| 19h00 (heure locale) | Horan 17e Charley 46e | (1 - 0) |          | Arbitrage : Karen Abt     | Arbitrage : Karen Abt |
| 19h00 (heure locale) | Rapport               |         |          | Arbitrage : Karen Abt     | Arbitrage : Karen Abt |

| 26 avril 2021        | Kansas City     | 1 - 3 | Dash de Houston                 | Children's Mercy Park, Kansas City |                            |
| 19h30 (heure locale) | Vasconcelos 77e |       | 25e 71e Mewis 45+1e (pen.) Daly | Arbitrage : Alyssa Nichols         | Arbitrage : Alyssa Nichols |
| 19h30 (heure locale) | Rapport         |       |                                 | Arbitrage : Alyssa Nichols         | Arbitrage : Alyssa Nichols |

| 27 avril 2021        | OL Reign                       | 3 - 2   | Red Stars de Chicago | Cheney Stadium, Tacoma                          |                                                 |
| 19h00 (heure locale) | Huerta 41e Pruitt 70e King 87e | (1 - 1) | 38e Pugh 90e Gautrat | Spectateurs : 1 105 Arbitrage : Laura Rodriguez | Spectateurs : 1 105 Arbitrage : Laura Rodriguez |
| 19h00 (heure locale) | Rapport                        |         |                      | Spectateurs : 1 105 Arbitrage : Laura Rodriguez | Spectateurs : 1 105 Arbitrage : Laura Rodriguez |

| 2 mai 2021           | Dash de Houston | 1 - 1   | Thorns de Portland | BBVA Stadium, Houston                           |                                                 |
| 18h30 (heure locale) | Groom 45+2e     | (1 - 0) | 77e Sinclair       | Spectateurs : 3 162 Arbitrage : Elvis Osmanovic | Spectateurs : 3 162 Arbitrage : Elvis Osmanovic |
| 18h30 (heure locale) | Rapport         |         |                    | Spectateurs : 3 162 Arbitrage : Elvis Osmanovic | Spectateurs : 3 162 Arbitrage : Elvis Osmanovic |

| 3 mai 2021           | Kansas City | 1 - 2   | OL Reign                      | Field of Legends, Kansas City |                           |
| 19h00 (heure locale) | Weber 6e    | (1 - 1) | 34e (pen.) Fishlock 84e Celia | Arbitrage : Karen Callado     | Arbitrage : Karen Callado |
| 19h00 (heure locale) | Rapport     |         |                               | Arbitrage : Karen Callado     | Arbitrage : Karen Callado |

### Finale
| 8 mai 2021           | Thorns de Portland                                          | 1 - 1             | Gotham du NJ/NY                                  | Providence Park, Portland |                           |
| 10h00 (heure locale) | Sinclair 8e                                                 | (1 - 0, 1 - 1)    | 61e Lloyd                                        | Arbitrage : Natalie Simon | Arbitrage : Natalie Simon |
| 10h00 (heure locale) | Rapport                                                     |                   |                                                  | Arbitrage : Natalie Simon | Arbitrage : Natalie Simon |
| 10h00 (heure locale) | Sinclair Klingenberg Horan Rodríguez Dunn Sauerbrunn Weaver | Tirs au but 6 - 5 | Long Lloyd Cudjoe Freeman Onumonu Viens Kawasumi | Arbitrage : Natalie Simon | Arbitrage : Natalie Simon |

| Portland Thorns | NJ/NY Gotham |

| Thorns de Portland : |    |                        |     |     |
|                      |    |                        |     |     |
| Gardien de but       | 24 | Adrianna Franch        |     |     |
|                      | 25 | Meghan Klingenberg     |     |     |
|                      | 4  | Becky Sauerbrunn       |     |     |
|                      | 20 | Kelli Hubly (en)       |     |     |
|                      | 14 | Natalia Kuikka (en)    |     | 68e |
|                      | 10 | Lindsey Horan          |     |     |
|                      | 36 | Angela Salem (en)      |     | 68e |
|                      | 19 | Crystal Dunn           |     |     |
|                      | 12 | Christine Sinclair     |     |     |
|                      | 7  | Simone Charley (en)    | 79e |     |
|                      | 9  | Sophia Smith           |     | 76e |
| Remplaçantes :       |    |                        |     |     |
|                      | 11 | Raquel Rodríguez       |     | 68e |
|                      | 18 | Christen Westphal (en) |     | 68e |
|                      | 22 | Morgan Weaver (en)     |     | 76e |
| Entraîneur :         |    |                        |     |     |
| Mark Parsons (en)    |    |                        |     |     |

| Gotham du NJ/NY : |    |                      |     |     |
|                   |    |                      |     |     |
| Gardien de but    | 13 | DiDi Haracic (en)    |     |     |
|                   | 28 | Imani Dorsey (en)    |     |     |
|                   | 22 | Mandy Freeman (en)   |     |     |
|                   | 12 | Gina Lewandowski     | 38e | 46e |
|                   | 3  | Caprice Dydasco (en) |     | 82e |
|                   | 16 | Allie Long           |     |     |
|                   | 9  | Nahomi Kawasumi      |     |     |
|                   | 6  | Jennifer Cudjoe (en) |     |     |
|                   | 4  | Paige Monaghan (en)  |     | 74e |
|                   | 10 | Carli Lloyd          |     |     |
|                   | 23 | Margaret Purce       |     | 73e |
| Remplaçantes :    |    |                      |     |     |
|                   | 24 | Estelle Johnson      |     | 46e |
|                   | 25 | Ifeoma Onumonu       |     | 73e |
|                   | 20 | Évelyne Viens        |     | 74e |
|                   | 15 | Sabrina Flores       |     | 82e |
| Entraîneuse :     |    |                      |     |     |
| Freya Coombe (en) |    |                      |     |     |

| Assistantes : Brooke Mayo Deleana Quan Quatrième arbitre : Karen Callado Femme du Match : Adrianna Franch |

## Statistiques

### Liste des buteuses
Source : NWSL
3 buts    
- Debinha

2 buts   
- Kristen Hamilton
- Cece Kizer
- Carli Lloyd
- Jessica McDonald
- Kristie Mewis
- Margaret Purce
- Amy Rodriguez
- Christine Sinclair

1 but  
- Jorian Baucom
- Celia Jiménez
- Simone Charley
- Rachel Daly
- Jessica Fishlock
- Morgan Gautrat
- Shea Groom
- Brooke Hendrix
- Lindsey Horan
- Sofia Huerta
- Katie Johnson
- Abi Kim
- Tziarra King
- Taylor Kornieck
- Sydney Leroux
- Tyler Lussi
- Merritt Mathias
- Paige Monaghan
- Leah Pruitt
- Mallory Pugh
- Trinity Rodman
- Raquel Rodríguez
- Ashley Sanchez
- Michele Vasconcelos
- Évelyne Viens
- Morgan Weaver
- Mallory Weber
- Kumi Yokoyama

Contre son camp  (csc)
- Julia Ashley (face au Courage de la Caroline du Nord)

### Liste des passeuses
Source : NWSL
3 passes décisives 
- Jessica McDonald

2 passes décisives 
- Imani Dorsey
- Meggie Dougherty Howard
- Hailie Mace
- Ifeoma Onumonu
- Victoria Pickett

1 passe décisive 
- Dorian Bailey
- Lauren Barnes
- Celeste Boureille
- Shirley Cruz
- Jennifer Cudjoe
- Jessica Fishlock
- Emily Fox
- Natalie Jacobs
- Tziarra King
- Cece Kizer
- Meghan Klingenberg
- Casey Krueger
- Lo'eau LaBonta
- Paige Monaghan
- Alex Morgan
- Freja Olofsson
- Carson Pickett
- Nichelle Prince
- Trinity Rodman
- Erin Simon
- Meredith Speck
- Christen Westphal
- Arin Wright

## Récompenses
| Catégorie         | Catégorie         | Nommés             | Nommés                         | Nommés           | Lauréats |
| Catégorie         | Catégorie         | Personnalités      | Club                           | Poste            | Lauréats |
| ----------------- | ----------------- | ------------------ | ------------------------------ | ---------------- | -------- |
| Meilleure joueuse | Meilleure joueuse | DiDi Haracic (en)  | Gotham du NJ/NY                | Gardienne de but | Debinha  |
| Meilleure joueuse | Meilleure joueuse | Debinha            | Courage de la Caroline du Nord | Attaquante       | Debinha  |
| Meilleure joueuse | Meilleure joueuse | Christine Sinclair | Thorns de Portland             | Attaquante       | Debinha  |